# Pensacola montana
Pensacola montana là một loài nhện trong họ Salticidae.
Loài này thuộc chi Pensacola. Pensacola montana được Elizabeth Bangs Bryant miêu tả năm 1943.